# Nipponomeconema musashiense
Nipponomeconema musashiense är en insektsart som beskrevs av Yamasaki 1983. Nipponomeconema musashiense ingår i släktet Nipponomeconema och familjen vårtbitare. Inga underarter finns listade i Catalogue of Life.